# Coupe d'Afrique des nations de football des moins de 17 ans 1999
Navigation
CAN U17 1997 CAN U17 2001
La Coupe d’Afrique des nations des moins de 17 ans 1999 est un tournoi de football organisé par la Confédération africaine de football (CAF). Elle se déroule tous les deux ans et oppose les meilleures sélections africaines des moins de 17 ans.
L'édition 1999 a eu lieu en Guinée du 16 au 30 mai 1999 et a vu la victoire du Ghana face au Burkina Faso sur le score final de trois buts à un.

## Qualifications

### Tour préliminaire
Les vainqueurs accèderont au premier tour sur deux matchs (aller/retour).
| Équipe 1 | Score   | Équipe 2 | Aller | Retour |
| -------- | ------- | -------- | ----- | ------ |
| Lesotho  | forfait | Tanzanie | /     | /      |
| Malawi   | forfait | Ouganda  | /     | /      |
| Namibie  | 1-4     | Eswatini | 1-1   | 0-3    |
| Gabon    | forfait | Burundi  | /     | /      |
| Liberia  | 4-4     | Togo     | 3-0   | 1-4    |

### Premier tour
Les vainqueurs sont qualifiés au deuxième tour.
| Équipe 1       | Score   | Équipe 2         | Aller | Retour |
| -------------- | ------- | ---------------- | ----- | ------ |
| Égypte         | forfait | Soudan           | /     | /      |
| Algérie        | 0-6     | Burkina Faso     | 0-4   | 0-2    |
| Ghana          | 5-2     | Bénin            | 4-1   | 1-1    |
| Tunisie        | 3-1     | Libye            | 2-1   | 1-0    |
| Maroc          | forfait | Mauritanie       | /     | /      |
| Sénégal        | 2-4     | Mali             | 2-1   | 0-3    |
| Zimbabwe       | 5-2     | Lesotho          | 2-2   | 3-0    |
| Afrique du Sud | 7-3     | Eswatini         | 5-1   | 2-2    |
| Mozambique     | forfait | Éthiopie         | 0-1   | /      |
| Nigeria        | 6-1     | Liberia          | 3-0   | 3-1    |
| Angola         | 1-0     | Botswana         | 1-0   | 0-0    |
| Zambie         | 3-2     | Malawi           | 3-0   | 0-2    |
| Côte d'Ivoire  | forfait | RD Congo -17 ans | /     | /      |
| Cameroun       | 6-2     | Gabon            | 2-1   | 4-1    |

### Deuxième tour
Les vainqueurs accèderont à la phase finale sur deux matchs (aller/retour).
| Équipe 1      | Score            | Équipe 2       | Aller | Retour |
| ------------- | ---------------- | -------------- | ----- | ------ |
| Égypte        | 0–0 (2-3 t.a.b.) | Burkina Faso   | 0-0   | 0-0    |
| Ghana         | 8-0              | Tunisie        | 5-0   | 3-0    |
| Maroc         | 1-3              | Mali           | 0-2   | 1-1    |
| Zimbabwe      | 4-3              | Afrique du Sud | 1-2   | 3-1    |
| Éthiopie      | 2-4              | Nigeria        | 2-2   | 0-2    |
| Angola        | 4-2              | Zambie         | 4-2   | 0-0    |
| Côte d'Ivoire | 0-3              | Cameroun       | 0-1   | 0-2    |

## Participants à la phase finale
- Angola
- Burkina Faso
- Cameroun
- Ghana
- Guinée (pays-hôte)
- Mali
- Nigeria
- Zimbabwe

### Phase finale

#### Groupe A
| Rang | Équipe       | Pts | J | G | N | P | Bp | Bc | Diff |
| ---- | ------------ | --- | - | - | - | - | -- | -- | ---- |
| 1    | Cameroun     | 5   | 3 | 1 | 2 | 0 | 4  | 3  | +1   |
| 2    | Burkina Faso | 5   | 3 | 1 | 2 | 0 | 3  | 2  | +1   |
| 3    | Guinée       | 4   | 3 | 1 | 1 | 1 | 6  | 3  | +3   |
| 4    | Zimbabwe     | 1   | 3 | 0 | 1 | 2 | 1  | 6  | -5   |

#### Groupe B
| Rang | Équipe  | Pts | J | G | N | P | Bp | Bc | Diff |
| ---- | ------- | --- | - | - | - | - | -- | -- | ---- |
| 1    | Mali    | 5   | 3 | 1 | 2 | 0 | 5  | 4  | +1   |
| 2    | Ghana   | 4   | 3 | 1 | 1 | 1 | 4  | 2  | +2   |
| 3    | Nigeria | 4   | 3 | 1 | 1 | 1 | 5  | 5  | 0    |
| 4    | Angola  | 3   | 3 | 1 | 0 | 2 | 2  | 5  | -3   |

### Carré final

#### Demi-finales
| 1/2 finale  | Cameroun | 0-1 | Ghana |  |
| 27 mai 1999 |          |     |       |  |

| 1/2 finale  | Mali | 0-1 | Burkina Faso |  |
| 27 mai 1999 |      |     |              |  |

#### Match pour la troisième place
| Match pour la 3e place | Cameroun | 0-1 | Mali |  |
| 30 mai 1999            |          |     |      |  |

#### Finale
| Finale      | Ghana | 3-1 | Burkina Faso |                           |                           |
| 30 mai 1999 |       |     |              | Arbitrage : Hicham Guirat | Arbitrage : Hicham Guirat |

## Résultat
| Vainqueur CAN U17 1999 Ghana 2e titre |

## Sélections qualifiées pour la coupe du monde U17
Les trois nations africaines qualifiées pour la coupe du monde de football des moins de 17 ans 1999 en Nouvelle-Zélande sont : 
- Ghana
- Burkina Faso
- Mali

## Source
- (en) Détail de la compétition sur RSSSF